# San Antonio la Isla
San Antonio la Isla är en stad i Mexiko, och administrativ huvudort i kommunen San Antonio la Isla i delstaten Mexiko. Samhället hade 17 075 invånare vid folkräkningen 2020.